# 사대 소림사
"사대 소림사"(Four Shaolin Temples)는 한국에서 제작된 박우상 감독의 1984년 영화이다. 황정리 등이 주연으로 출연하였고 이태원 등이 제작에 참여하였다.

## 출연

### 주연
- 황정리
- 손국명

## 기타
- 조명: 장기종
- 녹음: 김성찬